# Siražudin Magomedov
Siražudin (Siradžuddin) Magomedov (* 10. února 1987) je ruský zápasník–judista dagestánské (avarské) národnosti.

## Sportovní kariéra
Zápasit začal v dětství v rodné kavkazské obci Čadakolob. Připravuje v ruském Permu ve vrcholovém sportovním centru vedeném Konstantinem Filosofenkem. Jeho osobním trenérem je Gabriel (Džabrajil) Magomedov. V ruské seniorské judistické reprezentaci se pohybuje od roku 2007 v polostřední váze do 81 kg. V roce 2008, 2012 a 2016 se kvalifikoval na olympijské hry, ale v ruské nominaci dostali pokaždé přednost soupeři z reprezentace.
Siražudin Magomedov je levoruký, útočně laděný judista, autor krásných hodů.

### Vítězství
- 2008 – 1× světový pohár (Tbilisi)
- 2009 – 1× světový pohár (Hamburg)
- 2010 – 1× světový pohár (Čchingtao)
- 2014 – 2× světový pohár (Záhřeb, Čchingtao)

## Výsledky
| Olympijské hry     |    |     | — |    |    |     | —  |   |     |   | — |  |  |  |  |  |  |  |  |  |  |  |  |  |
| Mistrovství světa  |    | úč. |   | —  | 7. | úč. |    | — | —   | — |   |  |  |  |  |  |  |  |  |  |  |  |  |  |
| Evropské hry       |    |     |   |    |    |     |    |   |     | — |   |  |  |  |  |  |  |  |  |  |  |  |  |  |
| Mistrovství Evropy | —  | úč. | — | —  | 1. | 3.  | 1. | — | úč. | — | — |  |  |  |  |  |  |  |  |  |  |  |  |  |
| ME do 23 let       | —  | —   | — | 3. |    |     |    |   |     |   |   |  |  |  |  |  |  |  |  |  |  |  |  |  |
| MS juniorů         | 3. |     |   |    |    |     |    |   |     |   |   |  |  |  |  |  |  |  |  |  |  |  |  |  |
| ME juniorů         | 2. |     |   |    |    |     |    |   |     |   |   |  |  |  |  |  |  |  |  |  |  |  |  |  |